# Estación de San Martín de Centellas
San Martín de Centellas (oficialmente y en catalán Sant Martí de Centelles-Aiguafreda) es una estación ferroviaria situada en el municipio español homónimo, en la provincia de Barcelona, comunidad autónoma de Cataluña. Forma parte de la línea R3 de Cercanías Barcelona.

## Situación ferroviaria
Se encuentra en el pk. 47,5 de la línea férrea de ancho ibérico (1668 mm) que une Barcelona con Ripoll, entre las estaciones de Figaró y Centellas a 413 metros de altitud.
El tramo es de vía única en ancho ibérico (1668 mm), con tensión eléctrica de 3 kV y alimentación por catenaria compensada. Esta configuración se mantiene entre las estaciones de Moncada-Bifurcación y Puigcerdá, tramo al que pertenece la estación.

## Historia
La estación fue abierta al tráfico ferroviario el 8 de julio de 1875 con la puesta en marcha del tramo de 40 km entre las estaciones de Granollers y Vich en la línea que pretendía unir Barcelona con San Juan de las Abadesas, desde Granollers, siendo inaugurada oficialmente el 12 de marzo de 1876. Las obras corrieron a cargo de la sociedad Maciá y Brocca, Esta empresa completó las obras desde febrero de 1871, siendo anteriormente iniciadas por la Compañía del Camino de Hierro del Norte de Cataluña. El retraso en la inauguración se debió a la tercera guerra carlista.
Posteriormente, en 1877, se constituye la sociedad del Ferrocarril y Minas de San Juan de las Abadesas (FMSJ) la cual, mediante subcontrata, iba a realizar el tramo entre Vich y Torallas, con la intención de finalizar la línea.
En 1880 se completó la línea hasta San Juan de las Abadesas, que conectaba las industrias barcelonesas con las minas del Pirineo. Sin embargo, la sociedad FMSJ dejó de hacerse cargo de sus líneas el 31 de diciembre de 1899, transfiriéndola a compañía Norte debido a problemas financieros, quedando disuelta FMSJ en los siguientes años.
En 1928 se electrificó la línea a una tensión de 1,5 kV. Por la estación circulaban las locomotoras de la serie 7000 de la compañía Norte, remolcando trenes desde Barcelona, No estaban autorizadas a circular, a pesar de que eran eléctricas, por la vía del Transpirenaico (línea Ripoll-Puigcerdá), siendo sustituidas en Ripoll por las populares locomotoras de la serie 1000 hasta Francia.
El estallido de la Guerra Civil en 1936 dejó la estación en zona republicana. Ante la nueva situación el gobierno republicano, que ya se había incautado de las grandes compañías ferroviarias mediante un decreto de 3 de agosto de 1936, permitió que en la práctica el control recayera en comités de obreros y ferroviarios. Con la llegada de las tropas sublevadas a Cataluña en 1939, Norte toma de nuevo el control de la empresa.
En 1941, tras la nacionalización del ferrocarril de ancho ibérico, las instalaciones pasaron a manos de la recién creada RENFE. En 1965 se elevó la tensión de la línea a 3 kV para unificarla con el resto de la red en Cataluña.
El tramo ferroviario entre Ripoll y San Juan se cerró el 1 de julio de 1980, perdiendo la estación la conexión con el sureste de la comarca de El Ripollés. Aunque se mantuvo un servicio alternativo de autobuses, el servicio quedó suprimido definitivamente el 1 de enero de 1985. El tramo desafectado se reconvirtió en la vía verde llamada Ruta del Hierro y del Carbón. En 1984 planeó sobre la línea Ripoll-Puigcerdá la amenaza de cierre, dentro del plan de clausura masiva de líneas altamente deficitarias, evitado por el carácter internacional de la línea.
Desde el 31 de diciembre de 2004 Renfe Operadora explota la línea mientras que Adif es la titular de las instalaciones ferroviarias.

## La estación
La estación actual dispone de la vía general (vía 1), una vía derivada a la izquierda (vía 3) y una vía muerta (vía 5) conectada por el lado Barcelona, de muy corta longitud y sin electrificar. La estación tiene dos andenes, para la vía 1 y para las vías 3-5, comunicadas por un paso a nivel con rampas, situado en el extremo de los andenes sentido Barcelona. El edificio de viajeros es de una sola planta, con vanos de arcos adintelados, con su estructura en dintel dovelado. Se encuentra a la izquierda de las vías 1 y 3, en el andén de la vía 3. Su interior acoge una cafetería- restaurante, así como una máquina de venta automática de billetes y una validadora. El andén de la vía 3 tiene un tramo con una marquesina metálica, mientras que en el andén de la vía 1 hay un refugio para proteger los viajeros de las inclemencias meteorológicas. Hay otra edificación más vinculada a la estación, correspondiente a los antiguos lavabos. Completan las instalaciones una zona para aparcamiento de vehículos
El sistema de seguridad es de "Tren-tierra y ASFA". Entre las estaciones de Moncada-Bifurcación y Vich (tramo al que pertenece la estación) se dispone de Bloqueo Automático en Vía Única con Control de Tráfico Centralizado (BAU con CTC).

## Servicios ferroviarios

### Cercanías
Forma parte de la línea R3 de Cercanías Barcelona operada por Renfe.
| << cabecera | < estación | línea | estación > | cabecera >>                 |
| --- | ---------- | ----- | ---------- | --------------------------- |
| Rodalies de Catalunya de Renfe                                                                                          |            |       |            |                             |
| Hospitalet | Figaró     |       | Centellas  | Vich Ripoll Ribas de Freser |
| 1. Algunos trenes dirección Ripoll / Ribas de Freser / Puigcerdá / Latour-de-Carol no efectúan parada en esta estación. |            |       |            |                             |